# Эмбиид, Джоэл
Джоэл Ханс Эмбиид (англ. Joel Hans Embiid, /dʒoʊˈɛl ˈɛmbiːd/; род. 16 марта 1994 года в Яунде, Камерун) — камерунский, французский и американский баскетболист, выступал за университет Канзас. На драфте 2014 года был выбран командой «Филадельфия Севенти Сиксерс» под общим 3-м номером. Стал третьим игроком из Камеруна в истории НБА. Выбрал себе прозвище «The Process», намекая на известную фразу Сэма Хинки (генерального менеджера команды с 2013 по 2016 год), сказанную фанатам: «Доверьтесь процессу».
Эмбиид лидировал в НБА по результативности в сезоне 2021-22, став первым центровым и семифутовым игроком после Шакила О’Нила (2000), а также первым центровым со времен Мозеса Мэлоуна (1982), набирающим в среднем более 30 очков за игру, и первым иностранным игроком, лидирующим в НБА по набранным очкам.
Известен своей склонностью к травмам — к 30 годам ни разу в карьере не сыграл 70 матчей в регулярном чемпионате НБА.

## Школа
Эмбиид родился в Яунде, Камерун в семье военного офицера. Первоначально он планировал профессионально заниматься волейболом и решил попробовать себя в Европе. В возрасте 15 лет Эмбиид впервые сыграл в баскетбол, копируя стиль игры члена Зала славы баскетбола, центрового Хакима Оладжьювона. Талант Эмбиида открыл в баскетбольном лагере другой камерунский баскетболист НБА Люк Мба а Муте, выступающий за команду «Миннесота Тимбервулвз». При поддержке Люка Мба а Муте, Эмбиид в возрасте 16 лет перебрался в США и решил стать профессиональным баскетболистом.

## Колледж
13 февраля 2014 года Эмбиид был назван в числе тридцати финалистов на соискание премии Нейсмита игроку года.
11 марта 2014 года ESPN объявила о том, что Эмбиид может пропустить турнир Big 12, а также «наверняка пропустит первый уик-энд Турнира NCAA» из-за травмы спины. Канзас проиграл в третьем раунде турнира, до того, как ожидалось возвращение в строй Эмбиида. В сезоне 2013-14 он принял участие в 28 матчах, в среднем набирал 11,2 очка, совершал 8,1 подбора, отдавал 1,4 передачи совершал 2,6 блок-шота за 23,1 минуту.

## Профессиональная карьера
После одного сезона в Канзасе Эмбиид объявил о выходе на Драфт НБА 2014 года. За несколько дней до драфта Эмбииду была сделана операция на сломанной ладьевидной кости; а на выздоровление врачи отводили от пяти до восьми месяцев. 26 июня 2014 года Эмбиид На драфте 2014 года был выбран командой «Филадельфия Севенти Сиксерс» под общим 3-м номером.

### Филадельфия Севенти Сиксерс (2014—настоящее время)
26 августа 2014 года Эмбиид подписал контракт новичка с «Филадельфия Севенти Сиксерс», однако из-за полученной предсезонной травмы вряд ли помог бы клубу в сезоне 2014-15. 13 июня 2015 года было объявлено, что у Эмбиида вновь наступил рецидив из-за сокращения сроков восстановления. Повторная операция на правом была назначена на 18 августа 2015 года, а шансы на выступление в сезоне 2015-16 также оказывались невысоки. В итоге сезон НБА 2015-16 был полностью пропущен, а «Филадельфия» никак не могла завершить укомплектование команды хорошим центром.
Вновь появился Эмбиид в составе команды 4 октября 2016 года в предсезонном матче против «Бостон Селтикс». В дебютном матче за клуб набрал 6 очков, совершил 4 подбора и два блок-шота за 13 минут на площадке, а его команда праздновала победу со счётом 92-89.
26 октября 2016 года Эмбиид дебютировал в официальном матче сезона против «Оклахома-Сити Тандер». За 25 минут в старте набрал 20 очков, 7 подборов и два блок-шота, однако его клуб уступил со счётом 103-97. 1 ноября набрал первый в карьере дабл-дабл из 18 очков и 10 подборов, однако команда вновь проиграла, на этот раз со счётом 103—101 «Орландо Мэджик». 11 ноября его 25 очков помогли «Филадельфии» впервые в сезоне добиться победы, со счётом 109—105 была обыграна «Индиана Пэйсерс». 19 ноября он набрал лучший в карьере показатель в 26 очков за 20 минут, а команда обыграла со счётом 120—105 «Финикс Санз». 1 декабря Эмбиид был назван лучшим новичком Восточной конференции в октябре и ноябре. 18 декабря он установил новый рекорд результативности, набрал 33 очка, а команда со счётом 108—107 обыграла «Бруклин Нетс». 3 января 2017 года был назван лучшим новичком Восточной конференции в декабре.
11 января 2017 года Эмбиид совершил наибольшее количество подборов — 14, а «Филадельфия» одержала победу со счётом 98-97 над «Нью-Йорк Никс». 23 января игрока стал Игроком Недели Восточной Конференции (16 января — 22 января). Через два дня он был выбран для участия в матче новичков НБА 2017 года за сборную мира. 2 февраля 2017 года Эмбиид был выбран лучшим новичком Восточной конференции в январе, а также приглашен на Конкурс умений НБА. 11 февраля 2017 года игрок травмировал левое колено, однако операция не понадобилась. В итоге, Эмбиид не попал на Матч всех звёзд НБА 2017 года. После того, как 27 февраля было объявлено, что игрок выбыл на «неопределенное время» из-за травмы колена, «Филадельфия» опубликовала заявление, что скорее всего игрок пропустит остаток сезона 2016-17 по медицинским показателям. 24 марта 2017 года Эмбиид был успешно прооперирован. По окончании сезона игрок попал в Первую сборную новичков Лиги.
10 октября 2017 года Эмбиид подписал пятилетний контракт на сумму 148 млн долл., являющийся максимальным контрактом для новичка с правом продления, который был когда-либо подписан «Филадельфией». Кроме того, игрок может заработать дополнительно до 30 млн за попадание в первую, вторую или третью сборные по итогам сезона, а также за титул MVP в сезоне 2017-18.
Из-за проблем со здоровьем в предыдущих сезонах «Филадельфия» запретила игроку принимать участие в спаренных матчах. 23 октября 2017 года в матче против «Детройт Пистонс» набрал 30 очков (11 из 15 с игры).
В сезоне 2018/19 стал регулярно проводить на площадке около 34 минут, выдвинувшись в лидеры НБА по подборам, блок-шотам и очкам. 15 ноября 2018 года в игре против «Орландо Мэджик» (106—111) сделал свой первый трипл-дабл в НБА — 19 очков, 13 подборов и 10 передач. На неделе 31 декабря 2018 года — 6 января 2019 года был признан лучшим игроком Восточной конференции.
20 февраля 2021 года Эмбиид сделал дабл-дабл с рекордными в карьере 50 очками и 17 подборами в победной игре над «Чикаго Буллз» со счетом 112—105. Эмбиид закончил регулярный сезон с рекордными на тот момент 28,5 очками, 10,6 подборами и 2,8 передачами в 51 игре, и привел «Сиксерс» к лучшему результату в Восточной конференции. Он занял второе место в голосовании за звание самого ценного игрока НБА.
17 августа 2021 года Эмбиид подписал четырёхлетний контракт с «Филадельфией» на сумму 196 миллионов долларов. Эмбиид пропустил девять игр из-за положительного анализа на COVID-19. В своей первой игре он набрал 42 очка и сделал 14 подборов в победной игре против «Миннесоты Тимбервулвз» со счетом 121—120. 6 декабря Эмбиид набрал 43 очка и сделал 15 подборов в матче с «Шарлотт Хорнетс».
19 января 2022 года Эмбиид повторил рекорд своей карьеры, набрав 50 очков, а также 12 подборов и три блок-шота при бросках с игры 17 из 23 в победном матче над «Орландо Мэджик» со счетом 123—110. 12 февраля Эмбиид сделал свой четвёртый в карьере трипл-дабл, набрав 40 очков, 14 подборов, 10 передач и 3 перехвата, одержав победу в матче с «Кливленд Кавальерс» со счетом 103-93.
13 ноября 2022 года Эмбиид набрал 59 очков, сделал 11 подборов, 8 передач и 7 блок-шотов в матче против «Юты Джаз» (105-98). Эмбиид реализовал 19 из 28 бросков с игры и 20 из 24 с линии штрафных. 26 очков Эмбиид набрал в последней четверти, это рекорд для игроков «Филадельфии». В последней четверти Эмбиид набрал больше, чем вся «Юта» за четверть, и больше, чем любой другой игрок обеих команд за весь матч.
4 апреля 2023 года в матче против «Бостон Селтикс» Джоэл Эмбиид стал вторым игроком в истории НБА (после Уилта Чемберлена), который в одном матче набрал 50 очков, 10 подборов и 5 передач при 80 % попаданий с игры.
2 мая 2023 года было объявлено, что Эмбиид признан самым ценным игроком НБА в сезоне 2022/23.
6 декабря 2023 года в матче против «Вашингтон Уизардс» Эмбиид набрал 50 очков, а также 13 подборов, 7 результативных передач, перехват и блок-шот.
22 января 2024 года Эмбиид набрал 70 очков в матче против «Сан-Антонио Спёрс» (133:123) и побил клубный рекорд результативности за одну игру, установленный Уилтом Чемберленом в 1967 году. Эмбиид стал 9-м игроком в истории НБА, набравшим 70 очков за одну игру.
19 ноября 2024 года в матче против «Майами Хит» Эмбиид впервые с 2018 года не исполнил ни одного штрафного за игру.
28 января 2025 года Джоэл Эмбиид пропустил 400-й матч в карьере, не сыграв в игре против «Лос-Анджелес Лейкерс» из-за травмы колена.

## Международная карьера
Джоэл Эмбиид имеет право выступать за национальную сборную Камеруна. 7 февраля 2017 года Эмбиид попал в предварительный состав сборной Камеруна на чемпионат Африки по баскетболу 2017 года, который проходил в Республике Конго.
В июле 2022 года Франция предоставила Эмбииду гражданство как «иностранцу […], натурализация которого представляет исключительный интерес». Позже в сентябре он также стал гражданином США.

## Личная жизнь
Джоэл родился в семье Томаса и Кристины Эмбиид. Его младший брат, Артур, погиб 16 октября 2014 года в Камеруне в автомобильной аварии. Также у игрока есть младшая сестра Мюриэл. Кроме английского, Джоэл говорит на французском и языке баса.
Джоэл Эмбиид стал лицом обложки игры NBA Live 19.
25 сентября 2020 года у Джоэля Эмбиида и его девушки, бразильской модели Анны Де Паулы, родился сын — Артур Элайджа Де Паула Эмбиид.
В марте 2021 года Эмбиид пожертвовал 100 тысяч долларов, которые он получил за Матч всех звёзд НБА 2021 года, приютам для бездомных в Филадельфии, за что был отмечен премией NBA Cares Community Assist Award в апреле 2021 года.

## Статистика

### Статистика в НБА
| Сезон                                                                                    | Команда     | Регулярный сезон | Регулярный сезон | Регулярный сезон | Регулярный сезон | Регулярный сезон | Регулярный сезон | Регулярный сезон | Регулярный сезон | Регулярный сезон | Регулярный сезон | Регулярный сезон | Серия плей-офф | Серия плей-офф | Серия плей-офф | Серия плей-офф | Серия плей-офф | Серия плей-офф | Серия плей-офф | Серия плей-офф | Серия плей-офф | Серия плей-офф | Серия плей-офф |
| Сезон                                                                                    | Команда     | GP               | GS               | MPG              | FG%              | 3P%              | FT%              | RPG              | APG              | SPG              | BPG              | PPG              | GP             | GS             | MPG            | FG%            | 3P%            | FT%            | RPG            | APG            | SPG            | BPG            | PPG            |
| ---------------------------------------------------------------------------------------- | ----------- | ---------------- | ---------------- | ---------------- | ---------------- | ---------------- | ---------------- | ---------------- | ---------------- | ---------------- | ---------------- | ---------------- | -------------- | -------------- | -------------- | -------------- | -------------- | -------------- | -------------- | -------------- | -------------- | -------------- | -------------- |
| 2016/17                                                                                  | Филадельфия | 31               | 31               | 25,4             | 46,6             | 36,7             | 78,3             | 7,8              | 2,1              | 0,9              | 2,5              | 20,2             | Не участвовал  | Не участвовал  | Не участвовал  | Не участвовал  | Не участвовал  | Не участвовал  | Не участвовал  | Не участвовал  | Не участвовал  | Не участвовал  | Не участвовал  |
| 2017/18                                                                                  | Филадельфия | 63               | 63               | 30,3             | 48,3             | 30,8             | 76,9             | 11,0             | 3,2              | 0,6              | 1,8              | 22,9             | 8              | 8              | 34,8           | 43,5           | 27,6           | 70,5           | 12,6           | 3,0            | 0,9            | 1,8            | 21,4           |
| 2018/19                                                                                  | Филадельфия | 64               | 64               | 33,7             | 48,4             | 30,0             | 80,4             | 13,6             | 3,7              | 0,7              | 1,9              | 27,5             | 11             | 11             | 30,4           | 42,8           | 30,8           | 82,2           | 10,5           | 3,4            | 0,7            | 2,3            | 20,2           |
| 2019/20                                                                                  | Филадельфия | 51               | 51               | 29,5             | 47,7             | 33,1             | 80,7             | 11,6             | 3,0              | 0,9              | 1,3              | 23,0             | 4              | 4              | 36,3           | 45,9           | 25,0           | 81,4           | 12,3           | 1,3            | 1,5            | 1,3            | 30,0           |
| 2020/21                                                                                  | Филадельфия | 51               | 51               | 31,1             | 51,3             | 37,7             | 85,9             | 10,6             | 2,8              | 1,0              | 1,4              | 28,5             | 11             | 11             | 32,5           | 51,3           | 39,0           | 83,5           | 10,5           | 3,4            | 1,0            | 1,5            | 28,1           |
| 2021/22                                                                                  | Филадельфия | 68               | 68               | 33,8             | 49,9             | 37,1             | 81,4             | 11,7             | 4,2              | 1,1              | 1,5              | 30,6             | 10             | 10             | 38,5           | 48,4           | 21,2           | 82,0           | 10,7           | 2,1            | 0,4            | 0,8            | 23,6           |
| 2022/23                                                                                  | Филадельфия | 66               | 66               | 34,6             | 54,8             | 33,0             | 85,7             | 10,2             | 4,2              | 1,0              | 1,7              | 33,1             | 9              | 9              | 37,3           | 43,1           | 17,9           | 90,5           | 9,8            | 2,7            | 0,7            | 2,8            | 23,7           |
| 2023/24                                                                                  | Филадельфия | 39               | 39               | 33,6             | 52,9             | 38,8             | 88,3             | 11,0             | 5,6              | 1,2              | 1,7              | 34,7             | 6              | 6              | 41,3           | 44,4           | 33,3           | 85,9           | 10,8           | 5,7            | 1,2            | 1,5            | 33,0           |
| 2024/25                                                                                  | Филадельфия | 19               | 19               | 30,2             | 44,4             | 29,9             | 88,2             | 8,2              | 4,5              | 0,7              | 0,9              | 23,8             | Не участвовал  | Не участвовал  | Не участвовал  | Не участвовал  | Не участвовал  | Не участвовал  | Не участвовал  | Не участвовал  | Не участвовал  | Не участвовал  | Не участвовал  |
|                                                                                          | Всего       | 452              | 452              | 31,9             | 50,1             | 33,9             | 82,8             | 11,0             | 3,7              | 0,9              | 1,6              | 27,7             | 59             | 59             | 35,3           | 45,9           | 28,9           | 82,8           | 10,9           | 3,1            | 0,8            | 1,7            | 24,9           |
| Наведите курсор мыши на аббревиатуры в заголовке таблицы, чтобы прочесть их расшифровку. |             |                  |                  |                  |                  |                  |                  |                  |                  |                  |                  |                  |                |                |                |                |                |                |                |                |                |                |                |

### Статистика в NCAA
| Сезон | Команда | Conf   | Class | GP | GS | MPG  | FG%  | 3P%  | FT%  | RPG | APG | SPG | BPG | PPG  |
| --- | ------- | ------ | ----- | -- | -- | ---- | ---- | ---- | ---- | --- | --- | --- | --- | ---- |
| 2013/14 | Канзас  | Big 12 | FR    | 28 | 20 | 23,1 | 62,6 | 20,0 | 68,5 | 8,1 | 1,4 | 0,9 | 2,6 | 11,2 |
| Всего | Всего   | Всего  | Всего | 28 | 20 | 23,1 | 62,6 | 20,0 | 68,5 | 8,1 | 1,4 | 0,9 | 2,6 | 11,2 |
| Наведите курсор мыши на аббревиатуры в заголовке таблицы, чтобы прочесть их расшифровку Статистика приведена с сайта sports-reference.com |         |        |       |    |    |      |      |      |      |     |     |     |     |      |

## Награды
- Командор ордена Доблести (2024 год)[78].